# Lanta (Alto Garona)
 Lanta  es una población y comuna francesa, en la región de Mediodía-Pirineos, departamento de Alto Garona, en el distrito de Toulouse y cantón de Lanta.

## Monumentos

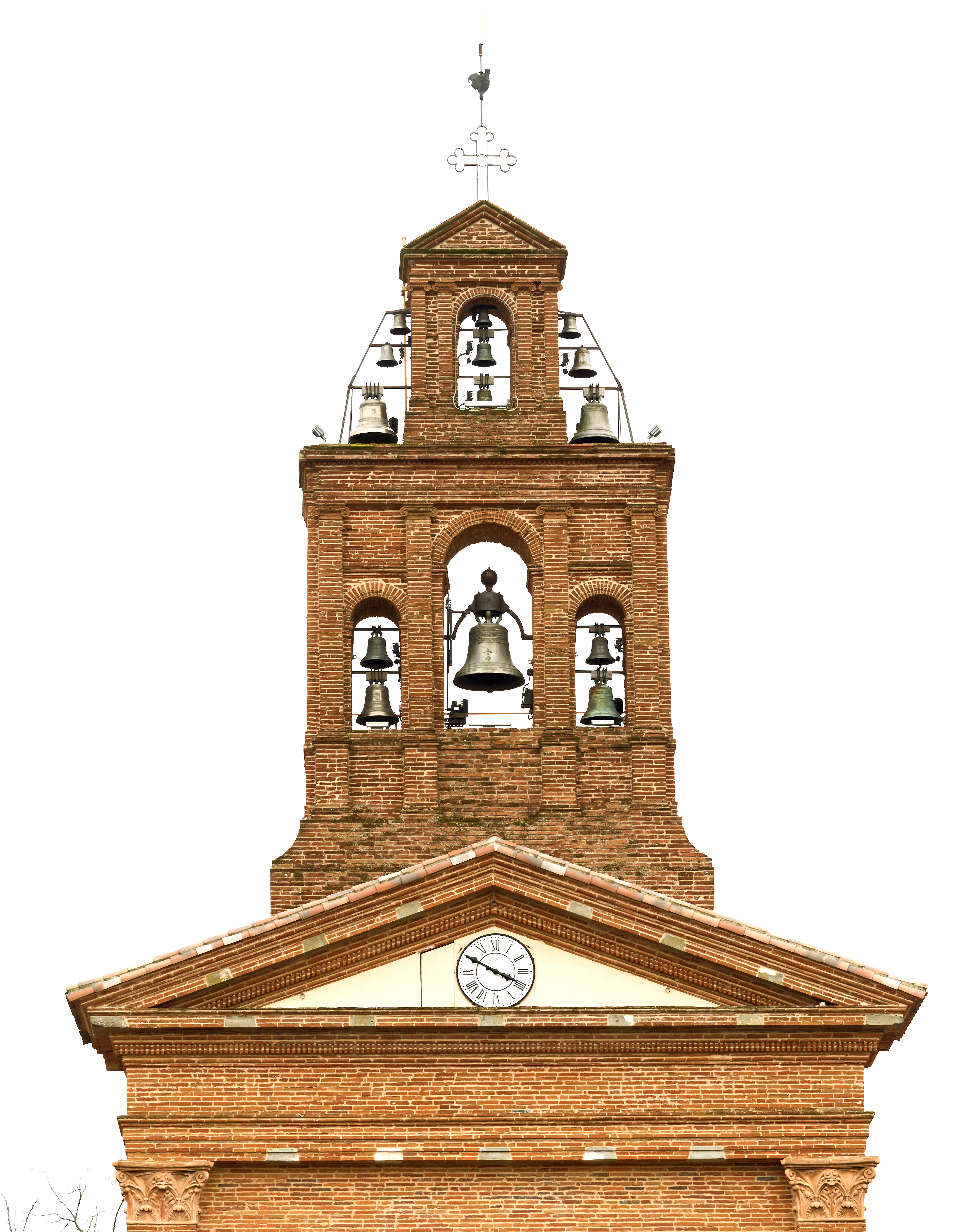
La torre del campanario.
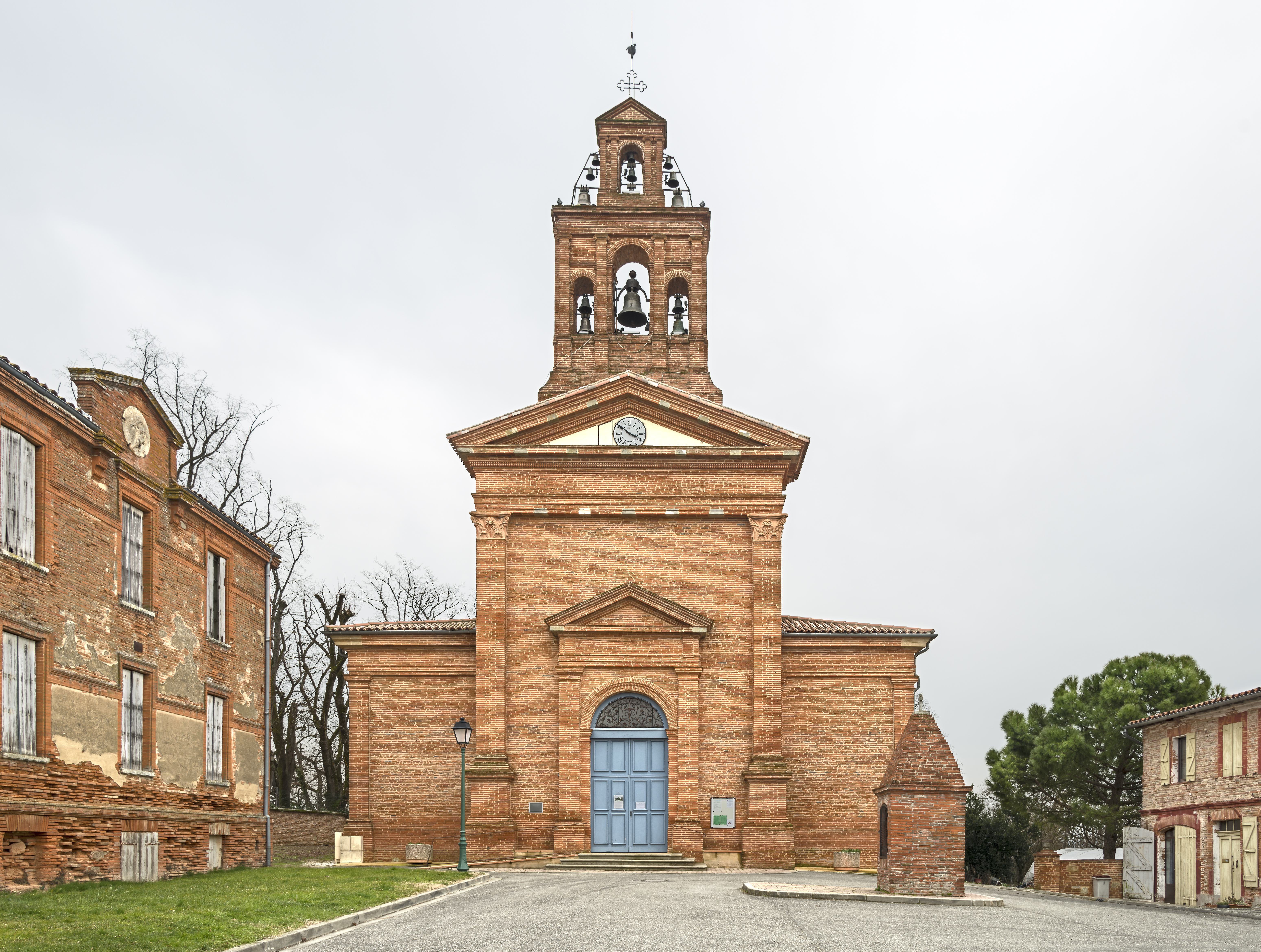
La Iglesia de Nuestra Señora de Lanta.
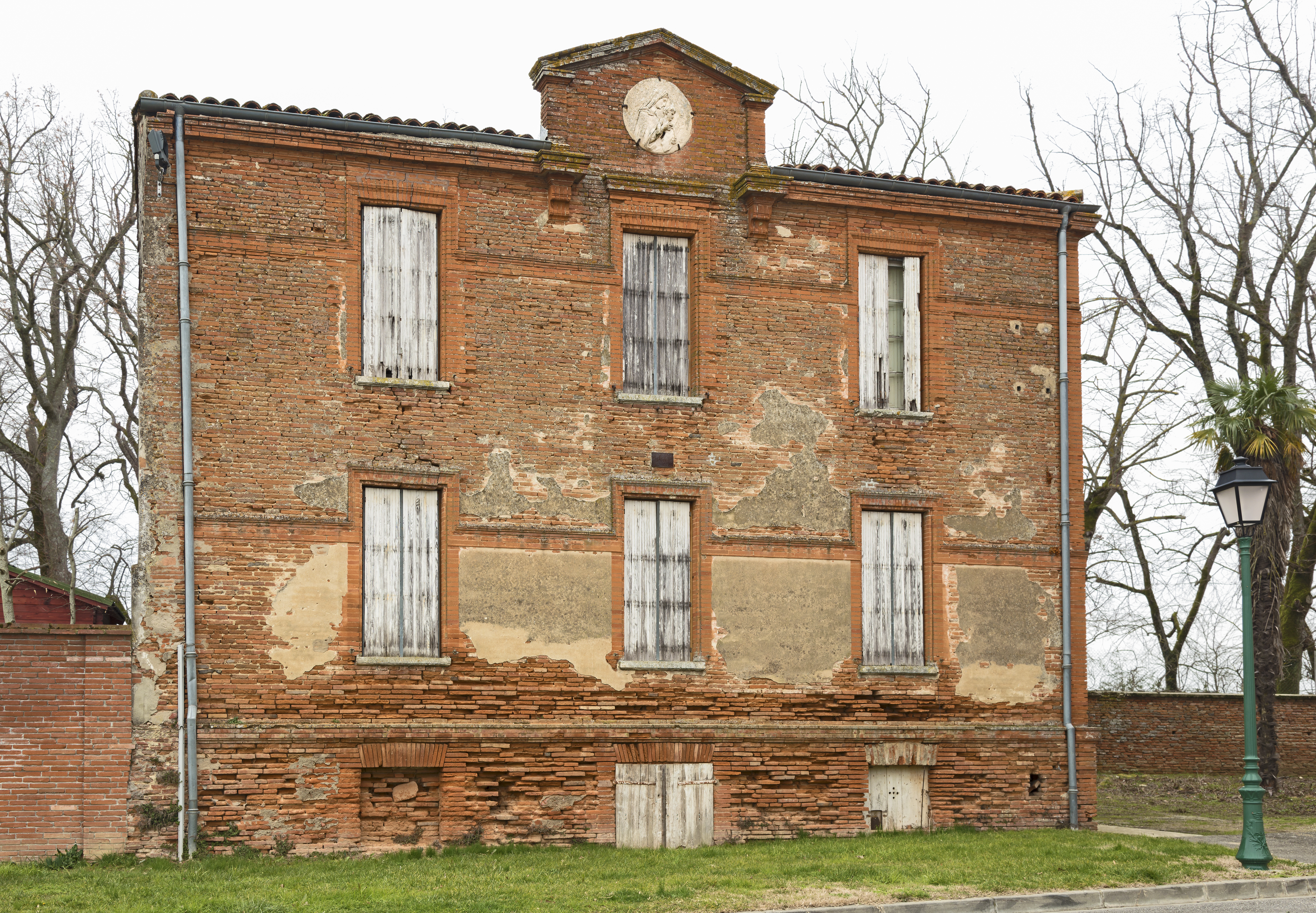
La fachada de la antigua rectoría.
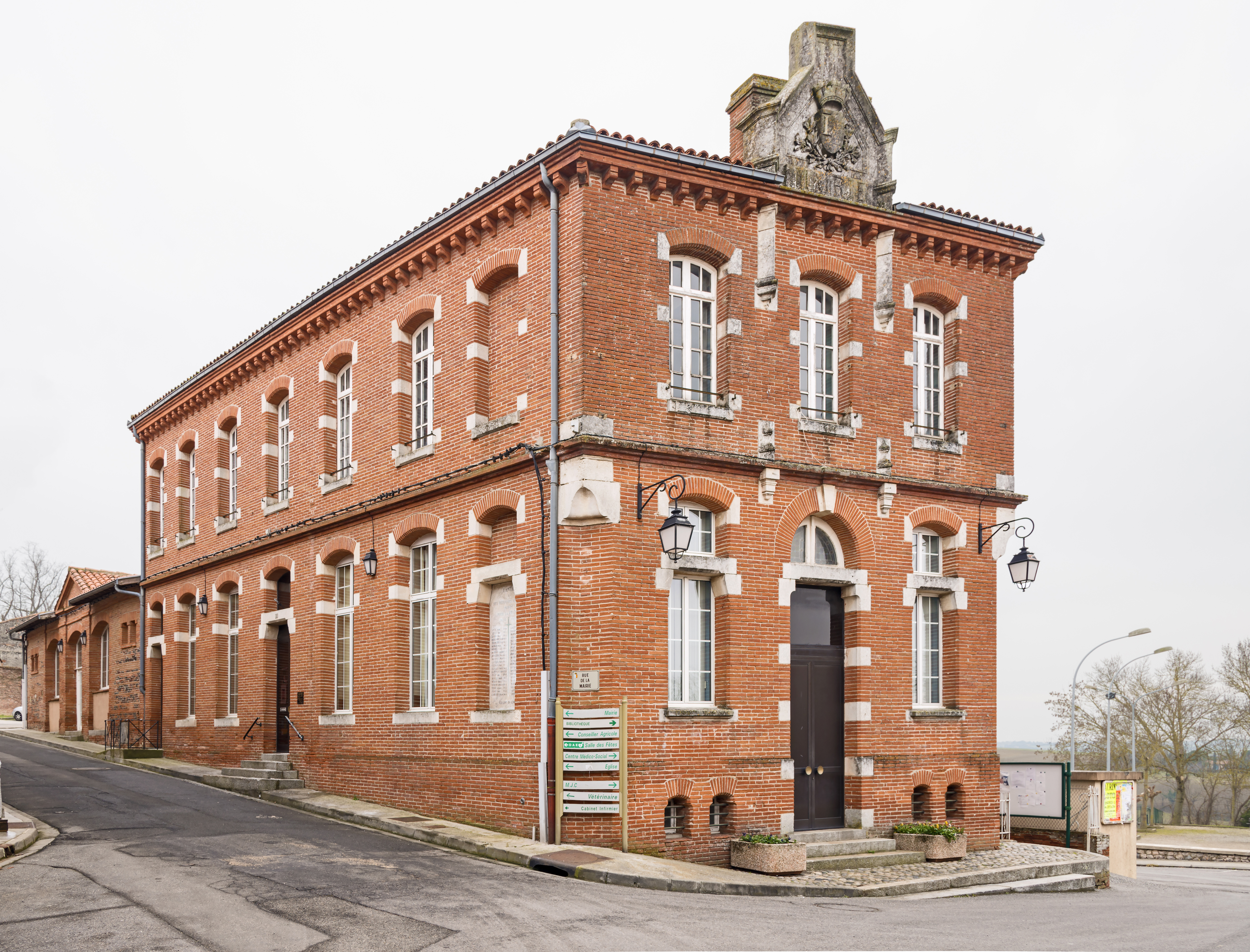
Ayuntamiento
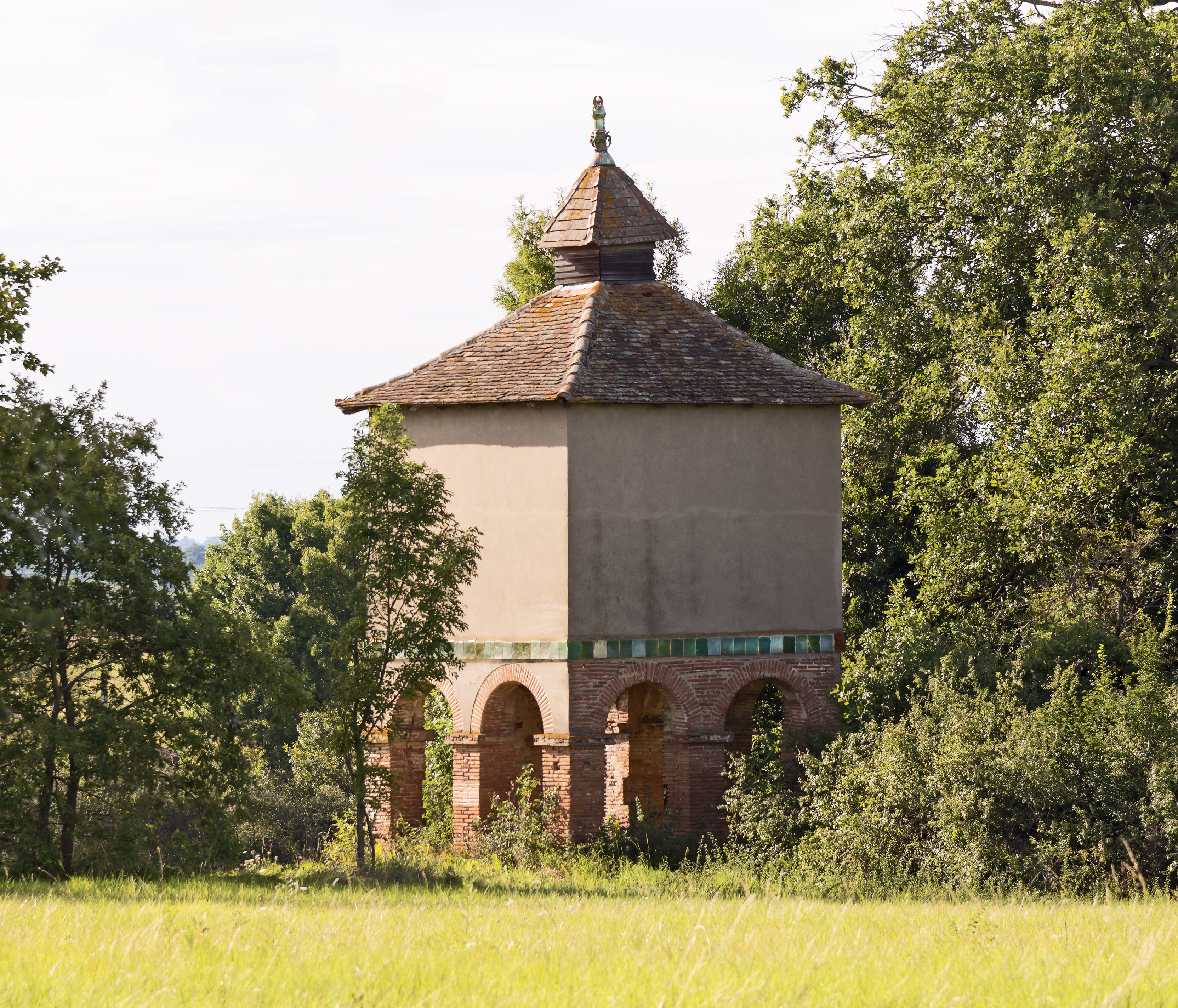
Palomar
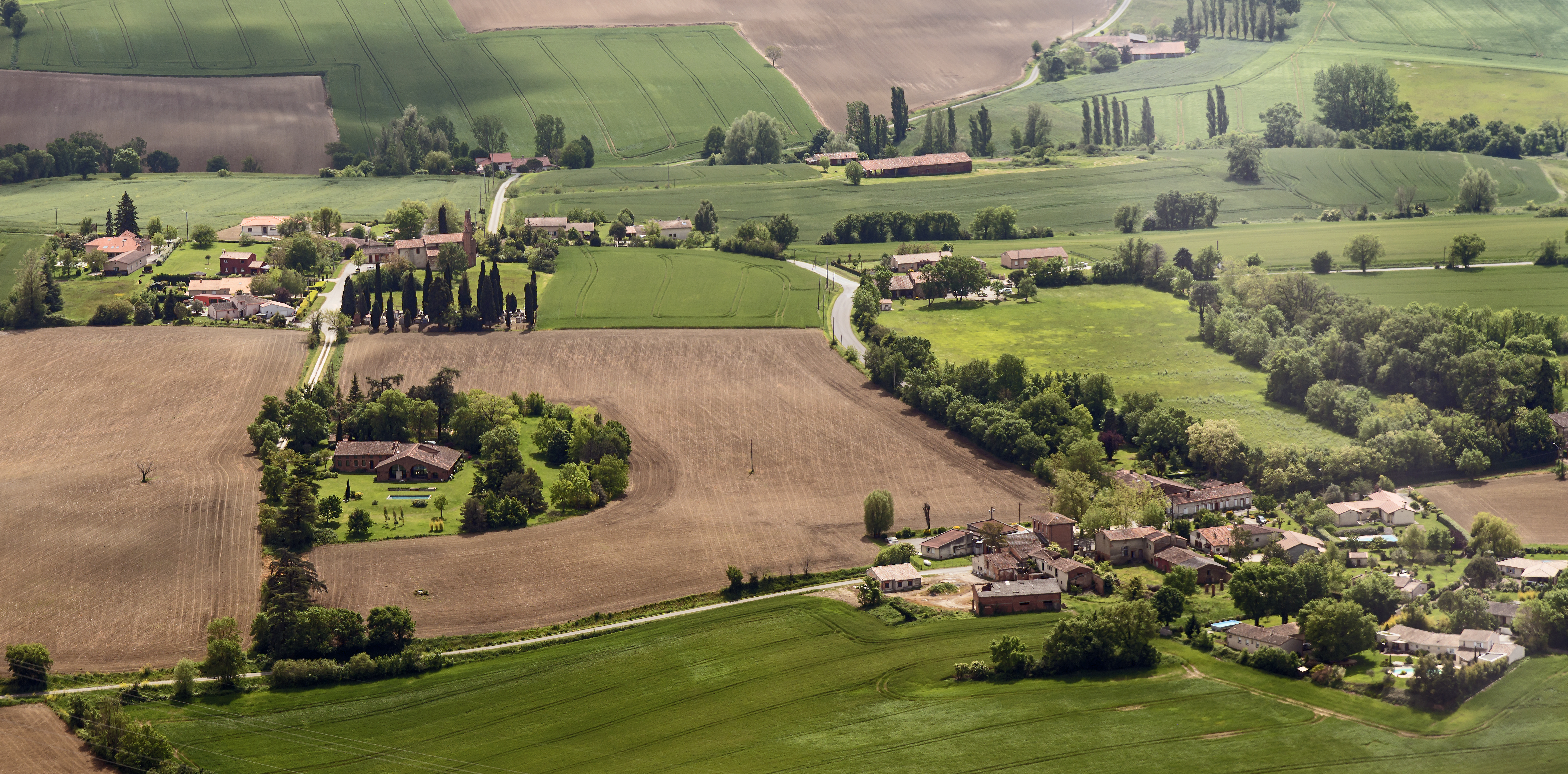
Saint Anatoly de Lanta

## Demografía
| 913 | 874 | 908 | 1026 | 1144 | 1175 |
| Para los censos de 1962 a 1999 la población legal corresponde a la población sin duplicidades (Fuente: INSEE [Consultar]) |     |     |      |      |      |